# Edd China
Edd China, född den 9 maj 1971 i London, är en brittisk motor- och bilspecialist som har medverkat i det brittiska bilprogrammet Wheeler Dealers och Auto Trader, tillsammans med kollegan Mike Brewer. China har även medverkat i olika radioprogram.
Edd China utbildade sig på King Edward's School, Witley och har en examen i Engineering Product Design från London South Bank University.
China har ett rekord i Guinness rekordbok för snabbaste möbeln med 92mph (148 km/h) och slog det gamla rekordet på 82mph, som var hans gamla rekord. China har även medverkat i Tv-programmet Top Gear där han var gäst och ställde ut en Rover 800 (köpt för 200 pund) som han modifierat med Bond-esque apparater, som ett utkastsäte för endast 100 pund. De dubbeldäckade bilarna i Top Gear (serie 11 avsnitt 6, britter mot tyskar var också tillverkade av China.